# Unión de Centro-Derecha
Unión de Centro-Derecha (lituano: Centro dešinės sąjunga, CDS), anteriormente conocida como Libertad y Justicia (lituano: Laisvė ir Teisingumas, PLT) y Unión Lituana por la Libertad (Liberales) (lituano: Lietuvos Laisvės Sąjunga (Liberalai)), es un partido político conservador-liberal en Lituania.  Tiene puntos de vista euroescépticos suaves.

## Resultados electorales

### Seimas
| Elección | Líder                 | Votos  | %          | Escaños | +/–         | Estatus           |
| -------- | --------------------- | ------ | ---------- | ------- | ----------- | ----------------- |
| 2016     | Artūras Zuokas        | 27,274 | 2.23 (#9)  | 0/141   | Nuevo       | Extraparlametario |
| 2020     | Remigijus Žemaitaitis | 23,355 | 2.06 (#11) | 1/141   | 1           | Oposición         |
| 2024     | Artūras Zuokas        | 9,367  | 0.77 (#14) | 1/141   | Sin cambios | Oposición         |

### Parlamento Europeo
| Elección | Líder de lista     | Votos  | %          | Escaños | +/–   | Grupo parlamentario europeo |
| -------- | ------------------ | ------ | ---------- | ------- | ----- | --------------------------- |
| 2019     | Artūras Zuokas     | 24,143 | 1.92 (#14) | 0/11    | Nuevo | –                           |
| 2024     | Artūras Paulauskas | 8,458  | 1.25 (#15) | 0/11    | 0     | –                           |